# Jean Le Solleuz
Jean Le Solleuz est un enseignant et écrivain français.

## Biographie
Professeur de lettres au lycée Ambroise-Paré de Laval, il remplace Guy Ramard comme président de l'association Guillaume Budé de Laval en 1967. Il est l'auteur de plusieurs ouvrages sur la littérature et l'histoire locale.

## Livres illustrés
- L'Œuvre de Charles Baudelaire, extraits présentés par Jean Le Solleuz, 1956.
- Les Fleurs du mal de Ch. Baudelaire, documents baudelairiens présentés par Jean Le Solleuz, 1957
- L'Année bac... 1974. L'épreuve anticipée de français, sujets et corrigés, 159 p., Bordas, 1974
- Laval. Vieilles Rues. Vieux Logis, collection Connaissance de la Mayenne. Gabriel Cantin Libraire, Laval, 1974. Illustré par Berthe Marcou.
- Histoires & adventures d'Ambroise Paré, chirurgien du roy de Laval au Maine, Jean Le Solleuz, André Pelletier.